# Аколо, Шадрак
Шадра́к Аколо́ Абаба́ (фр. Chadrac Akolo Ababa; род. 1 апреля 1995, Киншаса, ДР Конго) — конголезский футболист, вингер клуба «Санкт-Галлен» и национальной сборной ДР Конго.

## Клубная карьера
В детстве Аколо играл в футбол за команду «Корбо» из Киншасы. В 14 лет он покинул ДР Конго и переехал в Швейцарию. Там
Шадрак сначала играл в клубе «Бекс», а весной 2012 года перешёл в юношескую команду «Сьона».
15 мая 2015 года Аколо дебютировал в Швейцарской Суперлиге, выйдя на замену во встрече с «Санкт-Галленом». В феврале 2016 года Шадрак был отдан в аренду до конца сезона в «Ксамакс», выступавший в Челлендж-лиге. Первую игру в новом клубе Аколо провёл 6 февраля 2016 против «Кьяссо». 12 марта он отметился первым забитым мячом, а 27 мая отметился хет-триком в ворота «Ле-Мона». За время аренды нападающий провёл 16 матчей и забил 9 голов. После возвращения из аренды Аколо провёл результативный сезон за «Сьон», в котором сыграл 34 матча в Суперлиге, забил 15 голов и отдал 5 голевых передач. Также он забил три гола в шести матчах Кубка Швейцарии.
9 июля 2017 года Аколо перешёл в немецкий «Штутгарт», заключив с клубом контракт на четыре года.

## Выступления за сборную
Когда Аколо выступал за «Сьон», его пригласили выступать за национальную сборную Демократической Республики Конго. Тогда он ответил отказом, рассчитывая в будущем играть за Швейцарию. Однако после переезда в Германию Аколо изменил решение и 5 сентября 2017 года дебютировал в составе сборной ДР Конго в матче отборочного турнира к чемпионату мира 2018 года со сборной Туниса, который закончился ничьей 2:2.

## Достижения
«Сьон»
- Обладатель Кубка Швейцарии: 2014/15